# You Are the Only One
Chansons représentant la Russie au Concours Eurovision de la chanson
A Million Voices
(2015) Flame is burning
(2017)
You Are the Only One (« Tu es la seule » en français) est la chanson de Sergueï Lazarev qui représente la Russie au Concours Eurovision de la chanson 2016 à Stockholm en terminant 3e.
La chanson se classe numéro un des ventes en Russie, Lettonie, Biélorussie et Kazakhstan la semaine de sa sortie et atteint en une semaine les 3 millions de vues sur Youtube, ce qui en fait un record pour une chanson de l'Eurovision.

## Track listing
| 1. | You Are the Only One | 3:06 |

## Sortie
| Pays  | Date        | Format            | Label                    |
| ----- | ----------- | ----------------- | ------------------------ |
| Monde | 5 mars 2016 | En téléchargement | State Television Company |